# Stephen Foster
Stephen Collins Foster, conhecido como o "pai da música americana" (4 de julho de 1826 – Manhattan, 13 de janeiro de 1864) foi um preeminente compositor estadunidense do século XIX. Suas canções, incluindo "Oh! Susanna", "Camptown Races", "My Old Kentucky Home", "Old Black Joe", "Beautiful Dreamer" e "Old Folks at Home" ("Swanee River") permanecem populares mais de 150 anos depois de sua composição.